# سنيد كوزاك
سنيد كوزاك (بالإنجليزية: Sinéad Cusack)‏ هي ممثلة أيرلندية، ولدت في 18 فبراير 1948 في جمهورية أيرلندا. بدأت مشوارها المهني سنة 1967.

## أعمال

### أفلام
- (1996) سرقة الجمال[5]
- (2005) ثاء رمزا للثأر
- (2007) وعود شرقية[6]
- (2012) راث أوف ذا تايتنز[7][8][9]

### مسلسلات
- كاميلوت

## ترشيحات
- جائزة توني لأفضل ممثلة مسرحية [الإنجليزية]‏ (1985)
- جائزة توني لأفضل ممثلة بارزة في مسرحية [الإنجليزية]‏ (2008)

## وصلات خارجية
- سنيد كوزاك على موقع IMDb (الإنجليزية)
- سنيد كوزاك على موقع ألو سيني (الفرنسية)
- سنيد كوزاك على موقع ميوزك برينز (الإنجليزية)
- سنيد كوزاك على موقع أول موفي (الإنجليزية)
- سنيد كوزاك على موقع قاعدة بيانات برودواي على الإنترنت (الإنجليزية)
- سنيد كوزاك على موقع قاعدة بيانات الأفلام السويدية (السويدية)
- سنيد كوزاك على موقع إن إن دي بي (الإنجليزية)
- سنيد كوزاك على موقع قاعدة بيانات الفيلم (الإنجليزية)
- سنيد كوزاك على موقع كينوبويسك (الروسية)